# Sergueï Dikovski
Sergueï Vladimirovitch Dikovski (Сергей Владимирович Диковский), né le 1er mars 1907 (14 mars dans le calendrier grégorien) à Moscou et mort tué à Suomussalmi en Finlande, le 6 janvier 1940, est un écrivain russe et soviétique.

## Biographie
Il naît dans la famille d'un professeur de dessin à Moscou. 
Dikowski publie à partir de 1925 en débutant parallèlement dans la profession de journaliste. Dans ses romans d'aventure et ses récits de guerre, il décrit avant tout la bravoure des Soviétiques.
Il prend lui même part aux combats du chemin de fer sino-oriental (1929). Pendant un an, il apprend le japonais à Vladivostok à l'université d'Extrême-Orient. De 1931 à 1934, il est correspondant spécial pour la Komsomolskaïa pravda et de 1934 à 1938 pour la Pravda. Il voyage dans toute l'URSS, ainsi qu'en Suède, au Danemark, en Finlande et au Japon. Il publie aussi des articles dans Octobre, La Jeune Garde, Le Nouveau Monde, Nos réalisations, etc. Il est correspondant de guerre pendant la guerre d'Hiver contre la Finlande (1939-1940) où il est tué, ainsi que son confrère Boris Levine.

## Quelques œuvres
- Застава N, 1932; premier roman à traiter en URSS du sujet des garde-frontières.
- На маяке, 1938; traduit en allemand: Der Tod auf dem Leuchtturm. Verlag, Kultur und Fortschritt, Berlin, 1954.
- Приключения катера «Смелый», 1938; traduit en allemand: Die Abenteuer des Kutters „Smely“. Verlag Neues Leben, Berlin 1952 et 1964.
- Конец «Саго Мару», 1938; traduit en allemand: Das Ende der „Sagu-Maru. Verlag Kultur und Fortschritt, Berlin, 1952.
- Бери-Бери, 1939; Beri-Beri und andere Erzählungen aus dem fernöstlichen Grenzgebiet. Kiepenheuer, Weimar, 1953.
- Комендант Птичьего острова, 1939; traduit en français: Le Commandant de l'île aux oiseaux. éditions du Progrès, 1947; traduit en allemand: Der Kommandant der Vogelinsel. Verlag Kultur und Fortschritt, Berlin 1952 et Verlag Neues Leben, 1964. Cette robinsonnade a été adaptée à l'écran en 1939: Le Commandant de l'île aux oiseaux par Vassili Pronine.

## Distinctions
- Ordre de l'Insigne d'honneur (30 janvier 1939)